# 大分県西部地震
大分県西部地震（おおいたけんせいぶじしん）は、2006年（平成18年）6月12日午前5時1分に大分県由布市を震源として発生した深発地震である。最大震度は震度5弱。

## 概要
この地震は、フィリピン海プレートの日本列島下に沈み込んだ部分で発生した地震である。そのため、異常震域となり、震央の由布市は揺れが小さく、遠方の大分県佐伯市、広島県呉市、愛媛県今治市などで最大震度を観測した。
速報では、震源は大分県中部とされたが、後に大分県西部に改められた。

## 地震の詳細

### 本震
- 発生：2006年（平成18年）6月12日（月） 午前5時1分24.8秒
- 震源：
  - 震央の位置：北緯33度8.0分、東経131度24.4分
  - 深さ：146km（速報では140kmと報道された）
- 地震の規模：マグニチュード 6.2（速報では6.1と報道された）

### 各地の震度
最大震度5弱の揺れを観測した地域は次の通り。
| 震度 | 都道府県 | 市町村                        |
| ---- | -------- | ----------------------------- |
| 5弱  | 広島県   | 呉市                          |
| 5弱  | 愛媛県   | 今治市 八幡浜市 伊方町 西予市 |
| 5弱  | 大分県   | 佐伯市                        |

### 余震

#### 2006年7月31日の余震
- 発生：2006年7月31日13時50分10.4秒
- 震源
  - 震央の位置：大分県西部
  - 深さ：117km
- 地震の規模：マグニチュード 3.6

#### 各地の震度
| 震度 | 観測地域                                                                                          |
| ---- | ------------------------------------------------------------------------------------------------- |
| 2    | 愛媛県：宇和島市                                                                                  |
| 1    | 愛媛県：愛南町、松野町、大洲市、久万高原町 宮崎県：北川町 大分県：津久見市、佐伯市 高知県：宿毛市 |

## 被害

### 人的被害
大分県、広島県、愛媛県、山口県、宮崎県では、ベッドから落下したり落下物に接触するなど8人が負傷した。

### 物的被害
大分県内では、佐伯市で1棟、豊後大野市で2棟が一部破損した。また、佐伯市では市営住宅のエレベーターが一時停止した他、山間部で小規模の土砂災害が発生した。
伊方発電所では点検のために地震前から停止していた1号機で、加圧水型原子炉内の制御棒が稼働していなかったにも関わらず、制御棒位置指示計の目盛りが動く不具合が確認された。
呉市では入船山記念館にある旧呉鎮守府司令長官官舎の一部が破損し、水道管が破裂した。

### 交通被害
山陽新幹線は安全確認のため、新尾道駅〜徳山駅間で始発列車から一時徐行運転を行った。
日豊本線では臼杵駅と重岡駅で地震計が揺れを検知したため、上下線4本が運休するなどダイヤが乱れた。また、坂ノ市駅以南では約2時間40分にわたって徐行運転を行った。
呉線、可部線、岩徳線は全線が一時期運転見合わせとなり、山陽本線は三原駅から柳井駅間、芸備線は三次駅から広島駅間が一時期運転見合わせとなった。